# Grijze suikertrilzwam
Grijze suikertrilzwam (Stypella grilletii) is een schimmel behorend tot de orde Auriculariales. Hij komt voor op dode takken van loofhout.

## Kenmerken
Grijze suikertrilzwam (Stypella grilletii) is in het veld meestal goed te herkennen. Het is een dun, loofhout-bewonend, resupinaat, grijzig trilkorstje met een karakteristiek oppervlak dat uit kleine, vaak glanzende bobbeltjes bestaat. 

## Vewarrende soorten
Hij kan verward worden met het glazig waskorstje, eveneens een dun, loofhout-bewonend, resupinaat, grijzig trilkorstje. Deze soort heeft een gladder en doffer oppervlak en bevat bijna altijd witte kristallijne insluitsels. 

## Taxonomie
Uit moleculair onderzoek is echter gebleken dat dit wel twee verschillende soorten zijn (Spirin et al. 2019).

## Verspreiding
In Nederland komt de grijze suikertrilzwam vrij zeldzaam voor. 